# اس‌اس واراتا
اس‌اس واراتا (به انگلیسی: SS Waratah) یک کشتی بود که طول آن ۴۶۵ فوت (۱۴۱٫۷ متر) بود. این کشتی در سال ۱۹۰۸ ساخته شد.